# Warren Gravette
Warren Gravette (født 13. september 1968) er en engelsk tidligere professional fodboldspiller, der spillede som angriber og højre back. Han spillede for Brentford i Football League, hvorefter han havde en lang karriere i klubber udenfor de bedste rækker i England.